# ウィリアムズ・FW06
ウィリアムズFW06 (Williams FW06) は、ウィリアムズが1978年のF1世界選手権参戦用に開発したフォーミュラ1カー。パトリック・ヘッドがウィリアムズのためにデザインした初のF1マシンで、1978年の開幕戦から1979年の第4戦まで実戦投入された。

## 概要
前年度最多勝（4勝）のマリオ・アンドレッティが駆ったロータス・78の速さのカラクリが地面効果である事を見抜いたライバルチームは、ロータス・78に対抗すべくグラウンド・エフェクト・カーの開発に乗り出すものの、その構造の”ツボ”を掴みきれていないことが災いし各チーム結果を出せず苦戦。このような状況下で新生ウィリアムズの初代F1マシンを作ることとなったパトリック・ヘッドは、あえて技術革新が早いF1の世界では不利と思われた旧来の「ベンチュリー構造を持たないF1マシン」でコンパクトさを重視し製作することとなった。

### 特色
FW06は、パトリック・ヘッドがウォルター・ウルフ・レーシング在籍時にリアエンドの開発を担当したウルフ・WR1によく似ており、フロントウイングとノーズが一体形状であったり、ノーズ内にオイルクーラーがおいてあるなど、フロント周りの設計変更（フロントサスペンションのインボード化）以外はWR1と同様なコンセプトのベーシックなマシンである。WR1及びそのご先祖とも言えるヘスケス・308と同様にホイールベースやトレッドを他車よりも小さくとり、マシンの運動性能を優先させた設計となった。

### 戦績
周囲の技術革新の早さと言う不安要素があったものの、FW06の戦果は、1978年に新加入したアラン・ジョーンズの走りでアメリカ東グランプリではこの年のベストリザルトとなる2位入賞。さらに南アフリカグランプリ4位とフランスグランプリ5位獲得。シーズン全体で7回のリタイアと取りこぼしも多かったが、ドライバーズランキング11位・コンストラクターズランキング9位と、これまで不遇だったウィリアムズにとっては大戦果を挙げるマシンとなった。
翌年、満を持して導入したグラウンド・エフェクト・カーのウィリアムズ・FW07が第5戦ベルギーグランプリデビューすることになるが、FW06はその前戦であるアメリカ西グランプリまで使われ、同レースでは3位で表彰台を獲得する好結果を最後にFW07へその座を譲ることとなった。
なお、1年間導入を自重しグラウンド・エフェクト・カーのツボを掴みきったことが幸いし、後継マシンのFW07は年間5勝（アラン・ジョーンズ4勝・クレイ・レガツォーニ1勝）を挙げ1979年シーズン後半のF1を席巻することとなる。
ドライバーとして戦ったアラン・ジョーンズは2017年にスポーツ専門チャンネルSky Sportsのインタビューにて、「FW06はグランド・エフェクトカーではなかったけど、コンパクトで操作性の高い素晴らしいマシンでしたよ。後継のFW07のように優勝は挙げられなかったけど、ポテンシャルとしては優勝していてもおかしくないマシンでしたね」と後年に印象を語っている。

## スペック

### シャーシ
- シャーシ名 FW06
- ホイールベース 2,540 mm
- 前トレッド 1,575 mm
- 後トレッド 1,549 mm
- クラッチ ボーク&ベック
- ブレーキキャリパー ガーリング
- ブレーキディスク・パッド フェロード
- タイヤ グッドイヤー
- ギヤボックス ヒューランドFG400 5速マニュアル

### エンジン
- エンジン名 フォード・コスワース・DFV
- 気筒数・角度 V型8気筒・90度
- 排気量 2,997cc
- スパークプラグ チャンピオン
- 燃料 テキサコ
- 潤滑油 テキサコ

## 成績
| 年     | シャシー | エンジン                   | タイヤ | No. | ドライバー     | 1   | 2   | 3   | 4   | 5   | 6   | 7   | 8   | 9   | 10  | 11  | 12  | 13  | 14  | 15  | 16  | ポイント | 順位 |
| ------ | -------- | -------------------------- | ------ | --- | -------------- | --- | --- | --- | --- | --- | --- | --- | --- | --- | --- | --- | --- | --- | --- | --- | --- | -------- | ---- |
| 1978年 | FW06     | フォード コスワース DFV V8 | G      |     |                | ARG | BRA | RSA | USW | MON | BEL | ESP | SWE | FRA | GBR | GER | AUT | NED | ITA | USE | CAN | 11       | 9    |
| 1978年 | FW06     | フォード コスワース DFV V8 | G      | 27  | ジョーンズ     | Ret | 11  | 4   | 7   | Ret | 10  | 8   | Ret | 5   | Ret | Ret | Ret | Ret | 13  | 2   | 9   | 11       | 9    |
| 1979年 | FW06     | フォード コスワース DFV V8 | G      |     |                | ARG | BRA | RSA | USW | ESP | BEL | MON | FRA | GBR | GER | AUT | NED | ITA | USE | CAN |     | 75*      | 2    |
| 1979年 | FW06     | フォード コスワース DFV V8 | G      | 27  | ジョーンズ     | 9   | Ret | Ret | 3   |     |     |     |     |     |     |     |     |     |     |     |     | 75*      | 2    |
| 1979年 | FW06     | フォード コスワース DFV V8 | G      | 28  | レガッツォーニ | 10  | 15  | 9   | Ret |     |     |     |     |     |     |     |     |     |     |     |     | 75*      | 2    |

* 1979年第5戦以降はFW07を使用。75ポイント中71ポイントはFW07による獲得。
- 太字はポールポジション、斜字はファステストラップ。(key)